# 直到世界的盡頭…
《直到世界的尽头…》是日本乐团WANDS的第8張单曲。

## 概要
歌名為「世界が終るまでは…」，但常被誤寫為「世界が終わるまでは…」。发行于1994年6月8日，由上杉昇作词，织田哲郎作曲，叶山武编曲。是WANDS累積銷售量第三高的作品，僅次於「もっと強く抱きしめたなら」和「時の扉」，亦被收錄於WANDS的第四张专辑《PIECE OF MY SOUL》（1995年）。
歌曲的MV在东京羽田机场的一个库房中拍摄。由於被收錄為日本朝日电视台动画《灌篮高手》第25－49集的片尾曲，成為WANDS在解散後最廣為年輕人所熟知的歌曲。2011年9月4日原唱上杉昇在其出道20周年演唱會『Speeding Slowly』中睽違16年後再次演唱此曲。
2015年，在加拿大影音商業網WatchMojo.com的十大最佳動畫片尾曲（Top 10 Anime Ending Themes）榜單中，「直到世界的盡頭…」名列榮譽獎，與第一名的「Magia」（《魔法少女小圓》）相提並論。

## 收錄曲目
| 曲序     | 曲目              |          | 作曲     | 編曲       | 时长 |
| -------- | ----------------- | -------- | -------- | ---------- | ---- |
| 1.       | 直到世界的尽头…   | 上杉昇   | 織田哲郎 | 葉山たけし | 5:14 |
| 2.       | Just a Lonely Boy | 上杉昇   | 柴崎浩   | WANDS      | 4:19 |
| 总时长： | 总时长：          | 总时长： | 总时长： | 总时长：   | 9:36 |

## 翻唱
- 张「直到世界尽头」（江蘇衛視《前往世界的尽头》主題曲）[3]
  - 爾後楊坤翻唱了张杰的版本，兩人在湖南衛視的節目《歌手2019》同台演唱了本曲[4]。

## 脚注